# خطة الإدارة والتدقيق البيئي

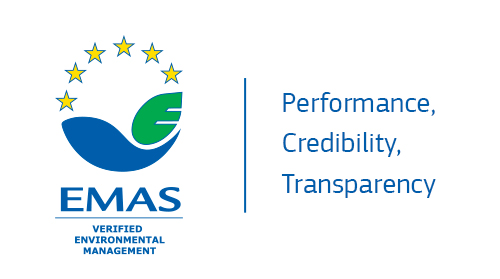

خطة الإدارة والتدقيق البيئي (بالإنجليزية: Eco-Management and Audit Scheme)‏، التي تُعرف اختصاراً بـ EMAS أو إيماس. هو برنامج الاتحاد الأوروبي للاعتراف بالمنظمات التي تعمل على تحسين الأداء البيئي بشكل مستمر بما يتجاوز ما هو مطلوب قانونا. منظمات تُصْدِر بانتظام تقارير تتضمن بيانات التوافق والأداء. عندما يتم التحقق من ذلك، يسلم للمنظمة شعار EMAS كشهادة على عملها. وهي تعتبر أداة إدارية بيئية طوعية وضعت في عام 1993 من قبل المفوضية الأوروبية. وهي تمكن المنظمات من تقييم أدائها البيئي وإدارته وتحسينه باستمرار. والمخطط قابل للتطبيق عالمياً ومفتوح لجميع أنواع المنظمات الخاصة والعامة.
من أجل التسجيل فيها، يجب على المنظمات تلبية متطلبات الاتحاد الأوروبي وتنظيم إيماس. حالياً، أكثر من 4,600 منظمة وأكثر من 7,900 موقع مسجل فيها.